# Ligga (position)

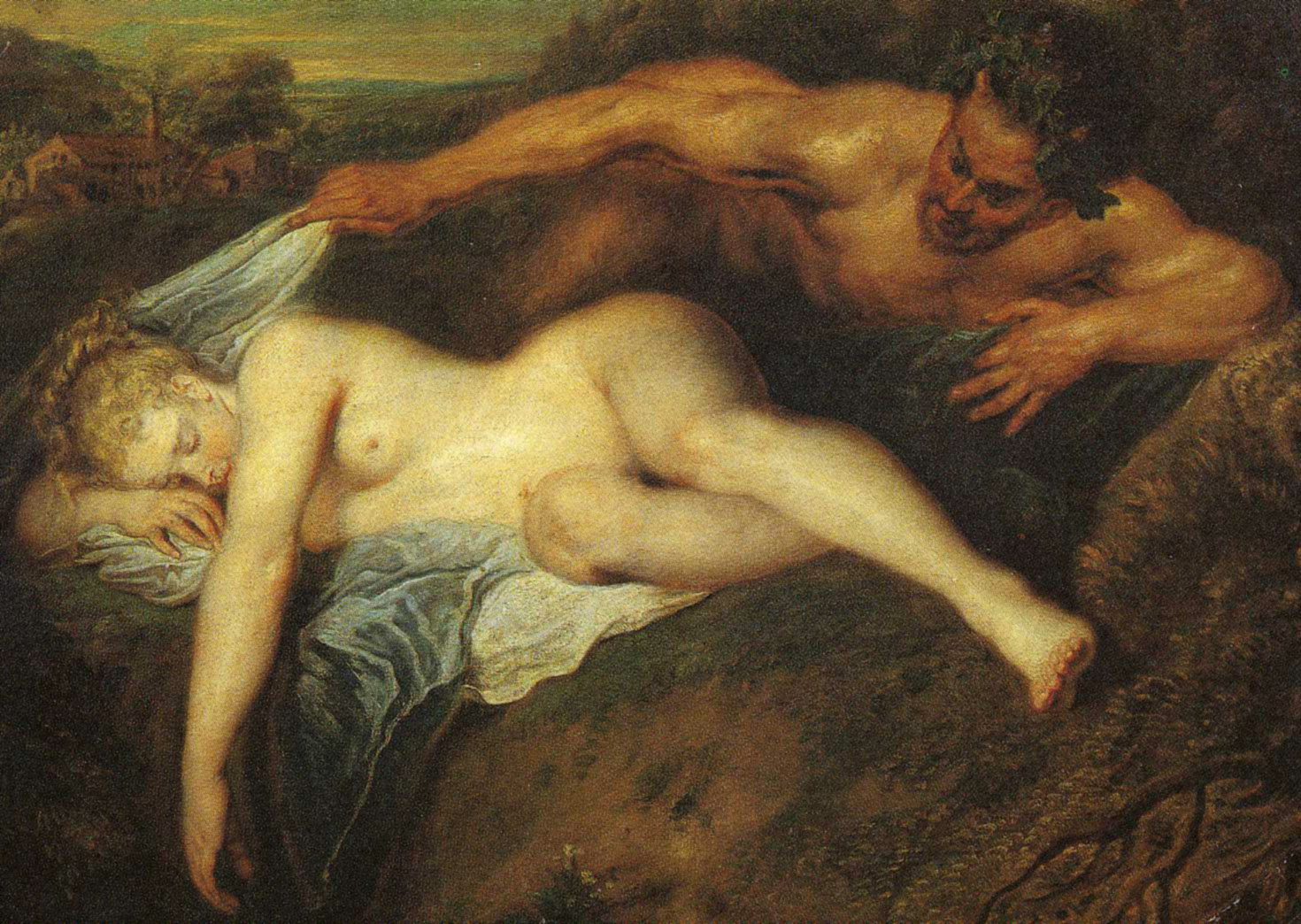
En kvinna ligger

Att ligga betyder att ha sin kropp placerad utsträckt på underlaget, ofta i syfte att vila.
I liggande ställning kan den mänskliga kroppen anta flera olika former. Ett par av dessa är:
- Ligga på rygg
- Ligga på mage
- Ligga på sidan med kroppen rak eller krökt.
  - I fosterställning är lemmarna nära bröstet och huvudet böjt mot knäna.
  - I framstupa sidoläge placeras medvetslösa personer för att hålla luftvägarna öppna samt för att förhindra att de blockeras av magsäcksinnehåll om den medvetslöse spyr.

Människor som sover, är skadade eller mycket sjuka ligger oftast ned.

## Som behandling
Att ligga till sängs kan vara ett sätt att bota, eller lindra, en sjuk person.

### Hälsorisker
Lång sängvistelse kan medföra risker som osteopeni, liggsår samt minskad muskelmassa.